# P-15 (Flat Face)

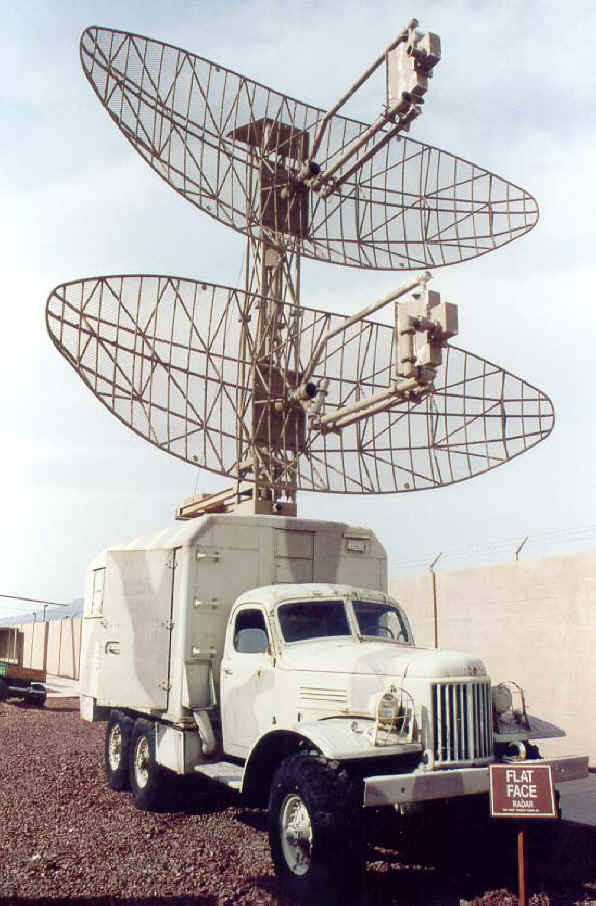
P-15

Das P-15 Tropa (russisch П-15 Тропа, deutsch Weg, Pfad) ist ein sowjetisches Radargerät zur Aufklärung tieffliegender Luftziele und Zielzuweisung. Es wurde 1955 in die Bewaffnung der Sowjetarmee eingeführt. Die Werksbezeichnung lautet 1РЛ13 (Transkription: 1RL13), der NATO-Codename Flat Face A.
Die Funktechnischen Truppen der NVA bezeichneten die Funkmessstation mit P-15 oder aus Geheimhaltungsgründen mit 03. Bei der Truppenluftabwehr (NVA) wurde das System auch als Rundblickstation 15, abgekürzt RBS-15 bezeichnet.

## Entwicklung
Die Entwicklung des P-15 begann 1952 im Forschungsinstitut NII-244 (НИИ-244) des Ministeriums für Verteidigung der Sowjetunion. Ziel war die Entwicklung eines Radargerätes zur Aufklärung tieffliegender Ziele. Gegenüber den Radarstationen P-8 und P-10 sollten die Genauigkeit und die taktische Beweglichkeit erhöht werden. Die Entwicklung der P-8 und der P-10 geht letztlich auf die von Großbritannien während des Zweiten Weltkrieges im Rahmen des Lend-Lease Act gelieferten British Light Warning Radar AA No 4 Mark II bzw. Mark III zurück. Die 30 gelieferten Geräte wurden in der Sowjetarmee als ORL-4 (ОРЛ-4) bezeichnet. Auf dieser Grundlage entstanden die 1946 eingeführten Radarstationen Most-2 und P-5. Ebenfalls 1946 eingeführt wurde die Radarstation P-3, die auf der sowjetischen Eigenentwicklung RUS-2 beruhte. Aus der P-3 und der P-5 entstand schließlich 1948 die P-8 und um 1950 schließlich die P-10. Alle diese Radargeräte sind Impulsradare, die im VHF-Bereich arbeiten. Der Frequenzbereich bedingte eine relativ große Antennenanlage, die als Gruppenantenne mit einzelnen Yagi-Antennen ausgeführt war. Dies machte den Aufbau kompliziert und langwierig, was zu einer geringen taktischen Beweglichkeit führte. Da die Abmessungen der Antennenanlage jedoch nicht beliebig groß gewählt werden konnte, waren die Genauigkeit der Winkelbestimmung und die Auflösung des Seiten- bzw. Höhenwinkels relativ gering. Mit dem Übergang zum UHF-Bereich konnten diese Nachteile weitgehend beseitigt werden. Alle Bestandteile der Station, einschließlich der Antennenanlage, konnten auf einem geländegängigen Lkw SiL-157 und einem Einachsanhänger untergebracht werden.
Parallel zur P-15 wurde im NII-244 die Radarstation Topol-2 (Тополь-2) entwickelt. Diese Radarstation sollte bei Aufklärungsreichweiten von ungefähr 150 km eine gegenüber der P-15 nochmals gesteigerte Auflösung und Genauigkeit aufweisen. Ermöglicht wurde das durch die Nutzung von Frequenzen im cm-Bereich. Die Radarstation durchlief die staatliche Erprobung, wurde aber letztlich von der Führung der Sowjetarmee abgelehnt.
Die P-15 konnte dagegen die staatliche Erprobung im Jahr 1955 erfolgreich abschließen und wurde anschließend in die Bewaffnung der Sowjetarmee übernommen. Zum Einsatz kam sie bei den Truppen der Luftverteidigung, der Landstreitkräfte, aber auch der sowjetischen Seekriegsflotte. Das Radargerät wurde laufend modifiziert. Wesentliche Meilensteine in der Entwicklung waren die 1959 erprobte P-15M, die 1962 erprobte P-15N und schließlich die 1970 erschienene P-15MN, die schließlich zur P-19 führte. Letztere löste die P-15 im Einsatz bei der Sowjetarmee und anderen Streitkräften ab.
Da bei den Truppen der Luftverteidigung eine hohe taktische Beweglichkeit nicht unbedingt erforderlich war, kam hier zumeist die Version P-15M2 zum Einsatz. Die Antennenanlage wurde hier auf einen abgesetzten Mast montiert. Diese Konfiguration erhielt den NATO-Code Squad Eye.

## Konstruktion

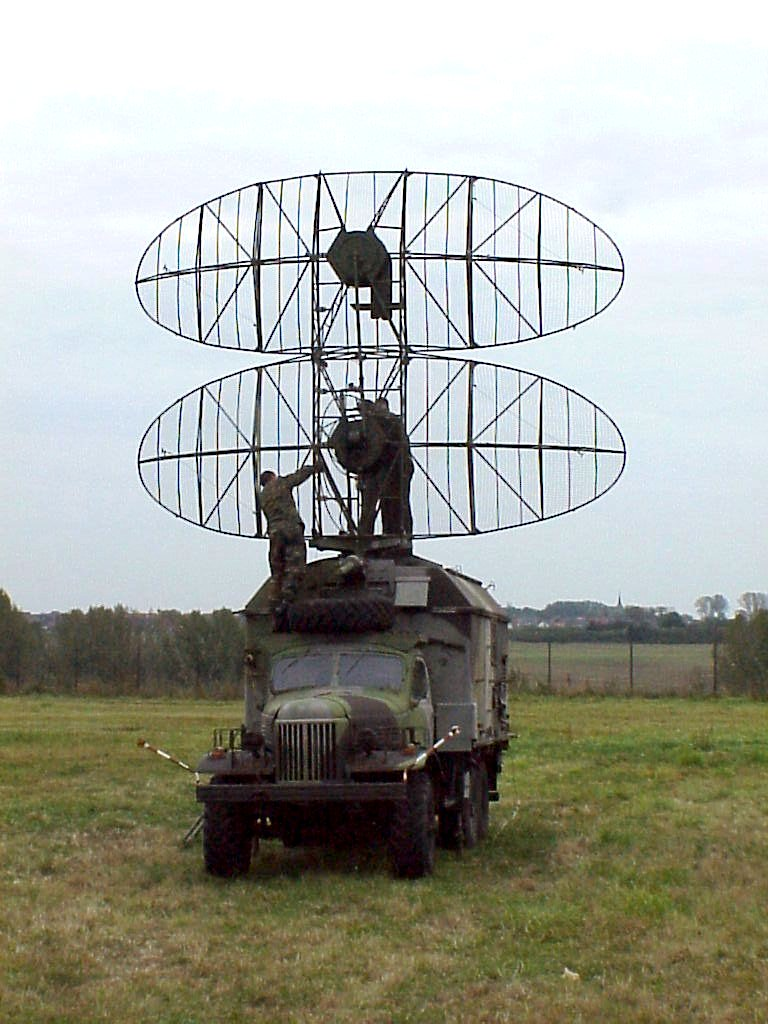
Antennenaufbau der P−15

### Aufbau der Radarstation
Das System besteht aus
- dem Gerätefahrzeug mit Kofferaufbau auf ZIL-157
- dem Kennungsgerät NRS-15
- dem Anhänger TAPZ-755 B oder 1-AP-1,5 B
- zwei Elektroaggregaten AB-8-0/230/Tsch-425
- Zubehör und Ersatzteilen.

### Grundsätzliches Zusammenwirken der Elemente des Waffensystems
Im Kofferaufbau befanden sich die elektronischen Baugruppen, die Antennenanlage und die Arbeitsplätze der Bedienung. In Marschlage wurde der Gittermast nach hinten abgeklappt. Die Mittelsegmente der Antennen lagen auf dem Dach des Kofferaufbaus auf, die seitlichen Segmente wurden nach unten abgeklappt. Für den Eisenbahntransport wurden die seitlichen Segmente abmontiert und seitlich am Einachshänger befestigt. Zum Aufbau des Systems wurde eine Zeit von maximal 17 Minuten benötigt, dazu kamen noch einmal 3,5 Minuten zum Einschalten des Systems. Diese Zeit war durch das notwendige Vorwärmen der elektronischen Baugruppen bedingt. Für die Stromversorgung wurden die mitgeführten Elektroaggregate genutzt, dabei war ein Aggregat auf dem Lkw verlastet, das zweite befand sich auf dem Einachsanhänger.
Aufgeklärte Luftziele wurden auf einem 2D-Rundsichtgerät dargestellt. Zur Bestimmung der Höhe musste das System mit sogenannten Höhenfindern wie dem PRW-10 gekoppelt werden. Die aufgeklärten Luftziele wurden mit Hilfe des integrierten Kennungsgerätes NRS-15 identifiziert. Die P-19 konnte ebenfalls mit dem automatisierten Feuerleitkomplex 9S44 „Krab“ eingesetzt werden.
Um die Störfestigkeit und die Aufklärungsreichweite zu erhöhen, wurde die P-15 im Regelfall mit anderen Radarstationen genutzt. Dies war auch deshalb notwendig, da eine Aufklärung hochfliegender Luftziele mit der P-15 technologisch bedingt nicht möglich war. Zum Einsatz kamen regelmäßig die im Meterwellenbereich arbeitende P-12 oder P-18. Mit Hilfe der genannten Radarstationen konnten vor allem höher fliegende Luftziele aufgeklärt werden. Der genutzte Frequenzbereich erleichtert dabei auch eine Aufklärung von Luftzielen mit Stealth-Eigenschaften. Die Aufklärungsergebnisse der verschiedenen Radargeräte wurden dabei zusammengefasst und auf Sichtgeräten des automatisierten Feuerleitkomplexes dargestellt.
Die Bedienung besteht aus insgesamt fünf Soldaten. Damit ist ein Betrieb im Schichtdienst möglich, da zur Bedienung der Station nur zwei bis drei Soldaten gleichzeitig benötigt werden.

### Trägerfahrzeug, Kabine und Stromversorgung
Als Trägerfahrzeug kam der geländegängige Lkw ZIL-157 zum Einsatz. Das System konnte sowohl auf Straßen, als auch im Gelände verlegt werden. Aufgrund des schweren Aufbaus mit hohem Schwerpunkt und der empfindlichen elektronischen Baugruppen durfte jedoch eine Höchstgeschwindigkeit von 10 km/h im Gelände nicht überschritten werden, auf der Straße war eine Marschgeschwindigkeit von 40 km/h zulässig. Das Fahrzeug hatte eine Länge von 7,3 m (10,6 m mit Anhänger) bei einer Breite von 3,1 m und einer Höhe (in Marschlage) von 4,0 m. Das Gesamtgewicht lag bei 9,2 t. Im Koffer befanden sich die elektronischen Baugruppen, die Fernmeldeeinrichtungen sowie die Arbeitsplätze der Bedienung. Während die ersten Versionen noch mit einer Ofenheizung ausgestattet waren, kam ab der Version P-15M1 die Heiz- und Lüftungsanlage OW-65 zum Einsatz. Sie ermöglichte die Wärmezufuhr und Belüftung des Koffers auch im Stand unabhängig vom Betrieb des Fahrzeugmotors.
Eine eigenständige Navigationsanlage war nicht vorhanden. Zur genauen Positionsbestimmung musste die Stellung mit Hilfe des zugehörigen Richtkreises/Theodolits PAB-2 unter Zuhilfenahme bekannter und vermessener Geländepunkte eingemessen werden.
Die Leistungsaufnahme des gesamten Systems liegt bei ungefähr 7,5 kW. Zur Stromversorgung dienen dabei die zwei Elektroaggregate AB-8-0/230-Tsch-425, die Dreiphasenwechselstrom mit einer Netzfrequenz von 425 Hz und einer Spannung von 3 × 230 Volt bereitstellen. Dabei kann jedes Aggregat bis zu 8 kW erzeugen.

### Antennenanlage

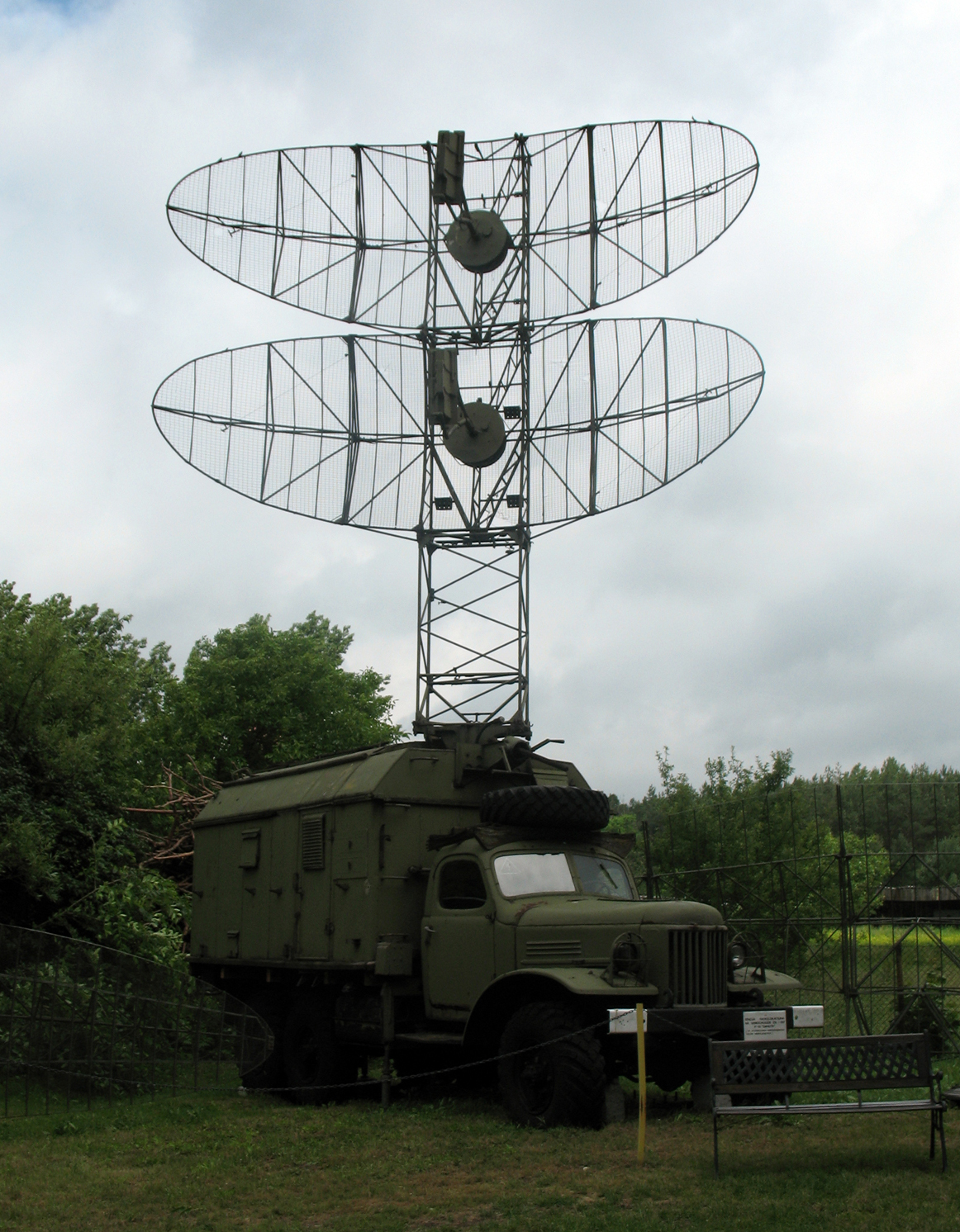
P-15 mit Antenne in Gefechtslage, man beachte das Zwischenstück im Antennenmast

Die Antennenanlage bestand aus zwei angeschnittenen Parabolspiegeln. Diese Ausführung als zwei übereinandergesetzte Rotationsparaboloide ergab eine relativ hohe Auflösung in der horizontalen, aber nur eine geringe in der vertikalen Ebene. Gespeist wurden diese Antennen wiederum durch zwei Hornstrahler. Vor dem oberen Hornstrahler ist zur Formierung des Richtdiagramms noch ein zusätzliches „Leit-Blech“ eingebaut (welches bei Alarm-Übungen wegen des Zeitdrucks gerne mal „vergessen“ wurde). (Das gleiche „Problem“ haben übrigens heutzutage die meisten Museen, bei denen die P-15 ausgestellt wird.) Die Speisung konnte sowohl gegen- als auch gleichphasig erfolgen, dadurch änderte sich die Form des Richtdiagramms. Die Antennenanlage ist auf einem Gittermast montiert, der in Marschlage nach hinten geklappt wird. Im Betrieb dreht sich der Mast mit 6/min in der horizontalen Ebene, in der vertikalen Ebene kann die Antennenanlage nicht geschwenkt werden, daher ist eine Bestimmung der Flughöhe des Luftzieles nicht möglich. Durch Umschalten der Einspeisung der beiden Parabolantennen kann jedoch ein Luftziel einem von insgesamt drei Höhensektoren zugeordnet werden. Aufgrund der Richtcharakteristik der Antenne können Luftziele mit einer Flughöhe von über 5 km nicht aufgeklärt werden.
Die Antennenanlage bestimmt die Genauigkeit der Bestimmung des Seitenwinkels und das Auflösungsvermögen. Der Seitenwinkel konnte mit einer Genauigkeit von 2° bestimmt werden, die Auflösung lag bei 8°. Dies bedeutet praktisch, dass alle Luftziele, die sich in annähernd gleicher Entfernung in einem jeweils 8° breiten Sektor befanden, auf den Sichtgeräten als ein Luftziel dargestellt wurden.
Um die Aufklärungsmöglichkeiten gegen tieffliegende Luftziele zu verbessern, kann zur Erhöhung der Antenne ein Zwischenstück eingesetzt werden. Die Nutzung des Zwischenstückes erhöht jedoch den Zeitbedarf für Auf- und Abbau, da der Mast nicht mehr einfach in Marschlage abgeklappt werden kann. Für den Einsatz bei den Luftstreitkräften war zusätzlich der separat aufzustellende Mast AMU-15 bzw. AMU-30 verfügbar. Die Nutzung des Mastes vergrößerte die Zeit zum Auf- und Abbau nochmals, allerdings verbesserten sich durch die größere Höhe der Antenne über der Erdoberfläche von bis zu 50 m auch die Aufklärungsmöglichkeiten gegen tieffliegende Ziele.

### Radargerät
Das Radargerät arbeitet im UHF-Bereich mit einer Sendefrequenz im Bereich von ca. 830 MHz. Im Sender des Radargerätes wird ein Magnetron eingesetzt. Der Sender erzeugt Impulse mit einer Länge von 1,5 μs und einer Impulsleistung von 270…300 kW. Die Impulswiederholfrequenz beträgt 500…660 Hz Damit konnte die Schrägentfernung zum Luftziel bis auf 900 m genau bestimmt werden, die Auflösung wird mit 2500 m angegeben. Dies bedeutet praktisch, dass alle Luftziele, die sich in gleicher Richtung in einem jeweils 2500 m tiefen Abschnitt befinden, auf den Sichtgeräten nicht als zwei Objekte erkannt werden konnten.
Zum Schutz vor aktiven Radarstörungen konnte die Sendefrequenz schnell zwischen vier voreingestellten Frequenzen umgeschaltet werden.
Der Empfänger hat eine Empfindlichkeit von 2 × 10−14W. Im Empfänger kam eine Wanderfeldröhre zum Einsatz. Die Störschutzsysteme wurden laufend überarbeitet. Zum Schutz vor passiven Störmaßnahmen (Düppel) war ein System zur Selektion beweglicher Ziele (SBZ) vorhanden. Während in den ersten Versionen dieses System mit Verzögerungsleitungen aufgebaut wurde, kamen in späteren Versionen Potenzialspeicherröhren zum Einsatz.
Die Luftlage wurde auf dem Rundsichtgerät im Kofferaufbau dargestellt. Dabei wurde das Lagebild alle zehn Sekunden erneuert. Auf den Sichtgeräten dargestellt wurde ebenfalls das Ergebnis der Kennungsabfrage. Das zur Kennungsabfrage in der Station integrierte Kennungsgerät NRS-15 ist Bestandteil des Freund-Feind-Kennungssystems Kremnij 2.
Das Radarsystem konnte Luftfahrzeuge in einer Flughöhe von 50…5000 m auf eine Entfernung bis 200 km aufklären. Die Auffassungsentfernung hängt dabei stark vom Radarquerschnitt und der Flughöhe der Ziele und besonders bei tieffliegenden Zielen vom Geländeprofil und vom Aufstellungsort des Radargerätes ab. Luftziele in einer Flughöhe von 500 m können bis auf 70 km Entfernung, in 5000 m Flughöhe bis auf 190 km Entfernung aufgeklärt werden. Diese Werte gelten für Luftziele mit der ungefähren Größe eines Bombenflugzeuges Il-28. Bei der Aufklärung tieffliegender Ziele war die Höhe der Antenne über der umgebenden Erdoberfläche ausschlaggebend. Ein Luftziel mit einer Flughöhe von 15 m konnte bis auf 18 km aufgeklärt werden, wenn die Radarstation sich im ebenen Gelände befand. Bei Nutzung des Zwischenstückes im Antennenmast bzw. des Mastes AMU-27 konnte die Reichweite für ein solch tieffliegendes Ziel auf 20…28 km gesteigert werden, bei Aufstellung der Station auf einem Hügel mit einer Höhe von 100 m über Grund lag sie bei 43 km, bei einer Überhöhung von 300 m sogar bei 84 km.
Die P-15 konnte ebenfalls mit dem automatisierten Feuerleitkomplex 9S44 „Krab“ eingesetzt werden. Dazu wurde die P-15 mit der Feuerleitkabine 9S416 KBU (russisch: кабины боевого управления) des Komplexes 9S44 verkabelt. An die Feuerleitkabine konnten mehrere Radargeräte angeschlossen werden, auf den Sichtgeräten konnten jedoch nur die Informationen eines Radargerätes dargestellt werden, die Umschaltung zwischen der Darstellung der einzelnen angeschlossenen Radarsysteme erfolgte dabei manuell.

## Modifikationen
Die P-15 wurde während ihrer Produktionszeit kontinuierlich weiterentwickelt.

### P-15M
Die Version P-15M wurde 1959 erprobt und anschließend eingeführt. Mit dieser Version war erstmals die Koppelung mit dem automatisierten Feuerleitkomplex 9S44 „Krab“ möglich. Im System zur Selektion beweglicher Ziele wurden die Laufzeitketten auf Quecksilberbasis durch solche aus einer Magnesiumlegierung ersetzt. Der Schutz vor aktiven Radarstörungen wurde ebenfalls verbessert. Von der Ausführung M sind die Versionen P-15M1 und P-15M2 bekannt, bei der Version M1 wurde die Ofenheizung durch eine Heiz- und Lüftungsanlage ersetzt, mit der P-15M2 wurde der separat aufzustellende Mast für die Antennenanlage eingeführt.

### P-15N
Die Version P-15N wurde 1962 erprobt und anschließend eingeführt. Das Richtdiagramm der Antenne wurde geändert und das System zur Selektion beweglicher Ziele grundlegend überarbeitet. Erprobt wurde 1963 eine P-15N mit einem parametrischen Verstärker im Empfangsteil, der aufgrund des um den Faktor 2 bis 2,5 geringeren Eigenrauschens die Empfindlichkeit um 14 % erhöhte. Die geringe Zuverlässigkeit, insbesondere aber die Empfindlichkeit gegenüber Temperaturschwankungen erforderten jedoch eine Überarbeitung des Empfangsteils.

### P-15MN
Die Erfahrungen des Vietnam-, als auch des Sechstagekrieges erforderten eine Verbesserung der taktisch-technischen Eigenschaften. Mit der ab 1963 eingeführten Antiradarrakete AGM-45 Shrike waren Radarstationen auf dem Gefechtsfeld einer stärkeren Gefährdung ausgesetzt. Gleichzeitig schränkten die sich schnell entwickelnden Möglichkeiten zur aktiven Störung von Radargeräten deren Einsatzmöglichkeiten immer mehr ein. Mit der 1970 erprobten und anschließend eingeführten Version P-15MN wurde der Störschutz, insbesondere der Schutz gegen die damals vorhandenen Antiradarraketen nochmals verbessert, ebenso wie das Kennungsgerät. Für diese Version wurden unterschiedliche konstruktive Lösungen für das System zur Selektion beweglicher Ziele (SBZ) (engl. MTI Moving Target Indication) erprobt.

## Einsatz

### Einsatzgrundsätze
Die Funkmessstation diente zur Aufklärung und Zielzuweisung tieffliegender Luftziele. Daher kam sie vorrangig in den Führungsbatterien der Flugabwehrraketensysteme der Landstreitkräfte sowie der Luftstreitkräfte/Luftverteidigung zum Einsatz. Die P-15 wurde auch zur Aufklärung und Kontrolle des Luftraumes in den Funktechnischen Truppen der Land-, Luft- und Seestreitkräfte benutzt.
Grundsätzlich ging man in der Sowjetunion von einem gemeinsamen Einsatz unterschiedlicher Radarstationen aus, da sich ein System, das alle Ansprüche an Reichweite, Genauigkeit, Auflösungsvermögen, Störfestigkeit und taktische Mobilität erfüllt, schon aus physikalischen Gründen nicht realisieren lässt. Der Einsatz von Radargeräten, die in unterschiedlichen Frequenzbereichen arbeiten, erhöhte auch die Störfestigkeit, da eine gleichzeitige Störung aller benutzten Frequenzbänder durch den Gegner unwahrscheinlich ist. Durch das unterschiedliche Ausbreitungs- und Reflexionsverhalten von elektromagnetischen Wellen unterschiedlicher Wellenlänge konnte im Gesamtsystem sowohl eine große Aufklärungsreichweite und ein großer Höhenbereich, andererseits aber auch eine ausreichende Genauigkeit und die Aufklärung von Luftzielen mit Stealth-Eigenschaften ermöglicht werden. Nicht zuletzt steigerte die im Gelände verteilte Aufstellung die Überlebensfähigkeit des Gesamtsystems bei Einsatz von Anti-Radarraketen. Die P-15 war daher wie alle im damaligen Zeitraum in der Sowjetunion entwickelten Radarstationen ein auf spezielle Anforderungen optimiertes Radargerät, dass grundsätzlich immer im Verbund mit anderen Radarstationen und Führungssystemen eingesetzt wurde. Dieses Konzept erfordert jedoch eine große Anzahl unterschiedlicher Radarsysteme und damit auch einen hohen Aufwand bei Entwicklung, Beschaffung und Betrieb dieser Systeme und führte letztlich zu einem hohen Bedarf an qualifiziertem Personal.
Bis zum Beginn der 70er Jahre erfolgte ein Einsatz in den mit den Fla-Raketensystemen 2K11 Krug und 2K12 Kub ausgestatteten Flugabwehrraketenregimentern der Landstreitkräfte. Aufgabe war dabei die Aufklärung des Luftraumes, die Identifizierung der zu bekämpfenden Luftziele sowie die Ermittlung der Zieldaten und ihre Übertragung an die Flugabwehr-Raketensysteme. Bereits vorher wurde die P-15 in ähnlicher Rolle in den Führungsbatterien der schweren, mit der Flak KS-19 ausgerüsteten Flak-Regimentern eingesetzt. Bei den Kräften der Luftverteidigung kam die P-15 mit dieser Aufgabenstellung bei den mit dem System S-125 Newa ausgerüsteten Fla-Raketenabteilungen zum Einsatz.
In nach dem Vorbild der Sowjetarmee aufgebauten Streitkräften wurde die P-15 auch in den Führungsbatterien der Chefs Truppenluftabwehr der Panzer- und motorisierten Schützendivisionen sowie in den funktechnischen Aufklärungskompanien der Land- und Luftstreitkräfte eingesetzt. Zusammen mit anderen Radarstationen wurde sie zur Aufklärung und Darstellung des Luftlagebildes genutzt, eine Aufbereitung und Ermittlung von Zieldaten erfolgte hier im Regelfall nicht.

## Einsatzsstaaten
Die P-15 wurde 1955 in der Sowjetarmee eingeführt, wurde dort aber ab 1974 durch den Nachfolger P-19 abgelöst. Das System wurde in zahlreiche Länder exportiert und befindet sich dort noch vereinzelt im Einsatz. Im Allgemeinen werden Robustheit, Verfügbarkeit und hohe Störfestigkeit sowie einfache Instandsetzung als Vorzüge des Systems hervorgehoben. Die taktisch-technischen Daten, insbesondere der Störschutz, entsprechen jedoch 60 Jahre nach der Entwicklung nicht mehr den heutigen Anforderungen.

## Einsatz in der NVA

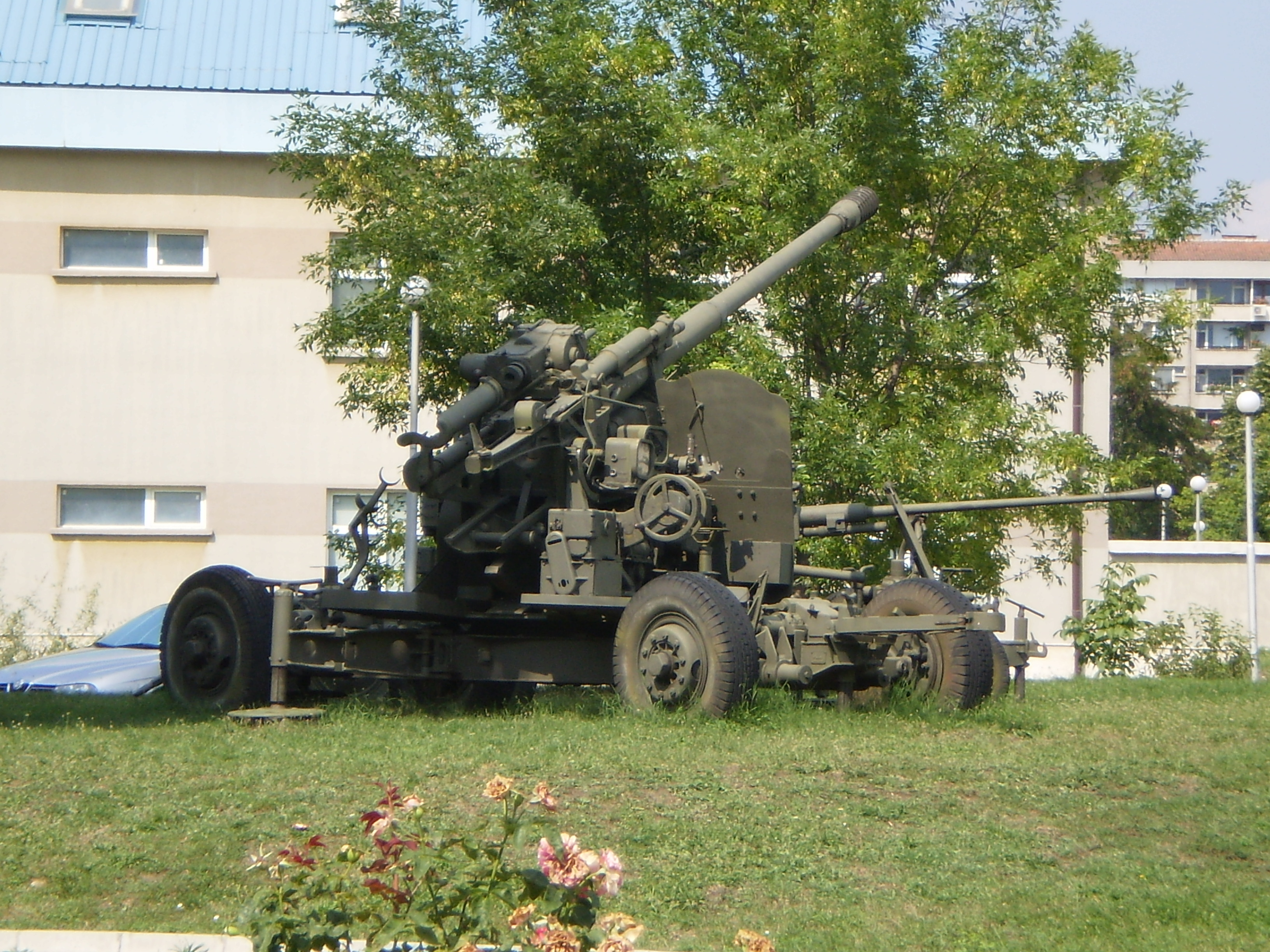
In der NVA wurde die P-15 zunächst in den mit der KS-19 ausgerüsteten schweren Flak-Regimentern der Land- und Luftstreitkräfte verwendet.

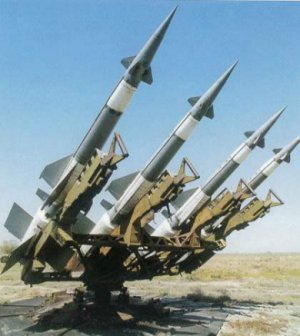
Später erfolgte der Einsatz auch in den Fla-Raketenbrigaden der Luftstreitkräfte

Die NVA setzte die P-15 ab Beginn der 1960er Jahre ein. Genutzt wurde das System sowohl bei der Truppenluftabwehr der Landstreitkräfte der NVA, als auch bei den Funktechnischen Truppen der LSK/LV.
In den Luftstreitkräften/Luftverteidigung fand die P-15 in den mit der KS-19 ausgerüsteten schweren Flak-Regimentern (FR-14, -15 und -16) Verwendung. Dort wurde sie jedoch schon 1961 wieder herausgelöst, als diese Regimenter zu Fla-Raketenregimentern umstrukturiert wurden. In diesen mit der S-75 Wolchow ausgerüsteten Regimentern wurde sie durch die P-12 abgelöst.
Die mit dem Fla-Raketensystem S-125 Newa ausgerüsteten Fla-Raketenbrigaden der Luftstreitkräfte/Luftverteidigung setzten eine P-15 zusammen mit einer P-12 je Brigade als Aufklärungs- und Zielzuweisungsstation ein. Hier wurde die P-15 grundsätzlich mit dem Zusatzmast genutzt.
Die über das ganze Gebiet der ehemaligen DDR dislozierten Einheiten der Funktechnischen Truppen der Luftstreitkräfte/Luftverteidigung waren Bestandteil des Diensthabenden System der Luftverteidigung und ermöglichten eine nahezu lückenlose Kontrolle und Aufklärung des Luftraumes. Verwendet wurde hier die P-15 sowohl mit als auch ohne Zusatzmast.
Einzelne Funktechnische Kompanien (FuTK) der NVA setzten die P-15 in Verbindung mit einem PRW zur Senkung der Funkmessfelduntergrenze auf bekannten und vermessenen Funktechnischen Posten (FuTP) ein (siehe auch Funktechnische Truppen).
Die Truppenluftabwehr der Landstreitkräfte brachten die P-15 zunächst ebenfalls in den beiden schweren Flakregimentern der Militärbezirke III und V zum Einsatz. Zur Aufklärung und Zielzuweisung genutzt, wurde sie ab 1962 auch hier durch die P-12 ersetzt. In die Flakregimenter der motorisierten Schützen- und Panzerdivisionen wurde die Station ab 1960 eingeführt. Dort löste sie die P-10 ab. Zunächst war eine P-15 in der Führungsbatterie des Regimentes vorhanden, ab 1965 wurde die Ausstattung der Führungsbatterie durch eine zweite P-15 ergänzt. Auch bei Umstrukturierung dieser Truppenteile zu Flak-Abteilungen ab 1961 und später, ab 1976, zu mit 2K12 Kub ausgerüsteten Fla-Raketenregimentern blieb die P-15 im Bestand. Erst ab 1980 wurde sie durch die P-19 in dieser Rolle abgelöst. Die freiwerdenden Stationen wurden den Flakregimentern der Mobilmachungsdivisionen zugewiesen.
Bereits ab 1965 bekamen die Führungsbatterien der Chefs Truppenluftabwehr der motorisierten Schützen- und Panzerdivisionen die P-15. Dabei waren je Batterie zwei Stationen vorhanden, in den Führungsbatterien der Chefs Truppenluftabwehr der Mobilmachungsdivisionen war jedoch meist nur eine P-15.
Ein weiterer Nutzer in den Landstreitkräften waren die Funktechnischen Kompanien der Militärbezirke (FuTK-3 und -5). Diese Kompanien wurden ab 1961 aufgebaut. Mit Funkmessstationen zur Luftraumüberwachung ausgerüstet, lösten sie das System der Luftraumbeobachtungsposten ab. Zunächst besaßen diese Kompanien je eine P-10 (siehe Funktechnische Truppen) und eine P-15. Ab 1965 wurde die Ausstattung durch den Höhenfinder PRW-10 (siehe Funktechnische Truppen) ergänzt, der eine Bestimmung der Flughöhe der Luftziele ermöglichte und so die Qualität des Luftlagebildes verbesserte.
Die NVA führte die Versionen P-15S (1RL13S), P-15M (1RL13M), P-15MN (1RL13MN), P-15M1 (1RL13M1) und P-15M2 (1RL13M2). Andere Bezeichnungen sind nur interner Sprach-/ Schreibgebrauch der einzelnen Waffengattungen.
Die Umrüstung auf das Sekundärradargerät Parol (1L23-9) war ab 1989/90 vorgesehen, wurde jedoch aufgrund der geänderten politischen Situation nicht mehr realisiert. Die schon eingeführten Bestandteile des neuen IFF-Systems wurden als so genannte sensitive Technik 1990 entsprechend dem Zwei-plus-Vier-Vertrag wieder in die Sowjetunion zurückgeführt.
Von der Bundeswehr wurden die vorhandenen P-15 nicht übernommen, sondern verschrottet oder an Museen abgegeben.

## Taktisch-Technische Daten
| Technische Daten П-15 Тропа Rundblickstation 15 Flat Face | Technische Daten П-15 Тропа Rundblickstation 15 Flat Face |
| --------------------------------------------------------- | --------------------------------------------------------- |
| Frequenzbereich                                           | ca. 830 MHz                                               |
| Pulswiederholzeit                                         | 3–4 ms                                                    |
| Pulswiederholfrequenz                                     | 500–680 Hz                                                |
| Sendezeit (PW)                                            | 2,2 µs                                                    |
| Empfangszeit                                              |                                                           |
| Totzeit                                                   |                                                           |
| Pulsleistung                                              | 270 kW                                                    |
| Durchschnittsleistung                                     | ca. 400 W                                                 |
| angezeigte Entfernung                                     |                                                           |
| Entfernungsauflösung                                      | 300 m                                                     |
| Öffnungswinkel                                            | 4°                                                        |
| Trefferzahl                                               | >15                                                       |
| Antennenumlaufzeit                                        | 10 s                                                      |